# Штум

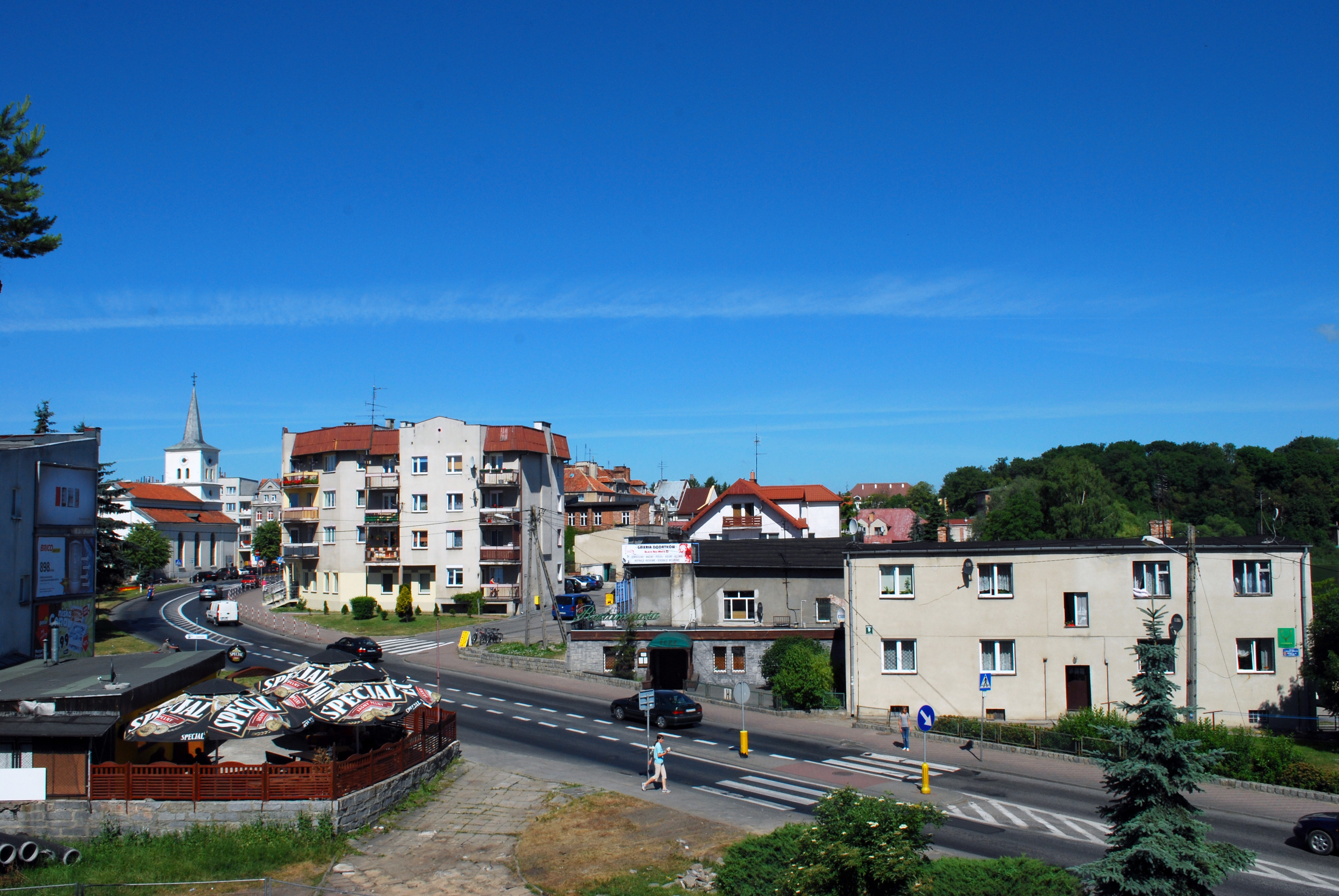
Панорама міста

Штум (пол. Sztum, нім. Stuhm) — місто в північній Польщі.
Адміністративний центр Штумського повіту Поморського воєводства.

## Демографія
Демографічна структура станом на 31 березня 2011 року:
|          | Загалом | Допрацездатний вік | Працездатний вік | Постпрацездатний вік |
| -------- | ------- | ------------------ | ---------------- | -------------------- |
| Чоловіки | 4978    | 931                | 3640             | 407                  |
| Жінки    | 5449    | 944                | 3383             | 1122                 |
| Разом    | 10427   | 1875               | 7023             | 1529                 |